# Corrupção em Ruanda
A corrupção em Ruanda tem atraído atenção devido ao posicionamento do governo como defensor dos esforços anticorrupção. Há uma melhora notável em termos de transparência e eficiência quando comparado com países vizinhos, impulsionada por instituições de fiscalização sólidas. No entanto, essa perspectiva positiva ainda é prejudicada por desafios relacionados à corrupção, que às vezes são ofuscados pelo foco do governo no desenvolvimento econômico e na unidade nacional.

## Estrutura anticorrupção
Ruanda destaca-se como um caso notável na luta contra a corrupção. O país opera sob uma ditadura que silencia rapidamente a oposição e impõe lealdade e disciplina em todas as instituições estatais. No entanto, ao contrário dos regimes autoritários da região, marcados por uma cultura de impunidade e corrupção, a governante Frente Patriótica Ruandesa (RPF) conseguiu reduzir a incidência de corrupção no país e alcançar estabilidade política por meio de seu controle firme sobre as instituições estatais. Na última década, Ruanda tem apresentado uma baixa incidência de corrupção. Ela foi significativamente reduzida entre 2000 e 2018. Em 2024, o país obteve 57 de 100 pontos no Índice de Percepção da Corrupção da Transparência Internacional, mantendo uma trajetória de crescimento desde 2022, quando registrou 51 pontos. Em comparação com os resultados regionais, a melhor pontuação entre os países da África Subsaariana em 2024 foi 72, a média foi 33 e a pior foi 8. Em comparação com os resultados mundiais, a melhor pontuação em 2024 foi 90, a média foi 43 e a pior foi 8.
O ponto de partida fundamental para a iniciativa anticorrupção eficaz de Ruanda foi a estratégia de longo prazo chamada “Visão 2020”. Trata-se de uma iniciativa do presidente Paul Kagame para transformar o país de uma economia baseada na agricultura de subsistência para uma sociedade baseada no conhecimento até 2020. A estratégia dependia de um Estado capaz, baseado na boa governança, bem como de um setor privado eficiente e competitivo. Parte da estrutura anticorrupção que impulsiona o sucesso de Ruanda é o Gabinete do Provedor de Justiça, criado em 2003. Sua missão é investigar casos de corrupção e promover a transparência. Essa atuação é complementada pelo trabalho da Junta de Governança de Ruanda (RGB), que conduz regularmente pesquisas e divulga relatórios sobre governança e corrupção. O acesso a esses dados fornece informações cruciais para avaliar o progresso das políticas e medidas anticorrupção.
Em 2012, a Política Nacional Anticorrupção também foi adotada, estabelecendo o compromisso do governo com a tolerância zero à corrupção, bem como com a transparência e a responsabilidade. Medidas específicas dessa iniciativa incluem a digitalização dos serviços públicos. À medida que os serviços públicos são otimizados, as oportunidades para suborno e corrupção são significativamente reduzidas. Serviços e documentos como registro de nascimento, carteira de motorista e transferências de terrenos já podem ser acessados online, minimizando o contato direto com funcionários públicos. Ruanda aprovou a Lei Anticorrupção em 2018, reforçando ainda mais suas medidas legais e regulatórias contra a corrupção. Essa legislação impõe punições severas a indivíduos considerados culpados de práticas corruptas. Também foram criados tribunais especializados em corrupção, que aceleraram o julgamento desses casos.
Um caso notório que demonstrou a eficácia desses tribunais — que operam dentro dos doze tribunais intermediários de Ruanda — foi o julgamento rápido do ex-Ministro de Estado da Educação Primária e Secundária, Dr. Isaac Munyakazi. Ele foi condenado a cinco anos de prisão por solicitar e receber propina para influenciar a classificação de uma escola privada. Outro caso foi o do Dr. Sabin Nsanzimana, Diretor-Geral do Centro Biomédico de Ruanda, que foi processado por desvio de verbas públicas e má gestão de recursos.

## Desafios
Apesar dos avanços obtidos pelos esforços do governo de Ruanda no combate à corrupção, o problema ainda persiste. As compras públicas continuam sendo uma das áreas críticas de preocupação. Segundo organizações como a Global Integrity, ainda há falta de transparência no processo de concessão de contratos governamentais, o que é corroborado por alegações persistentes de favoritismo e ausência de concorrência nas licitações. Algumas das consequências são custos inflacionados e baixa qualidade nos contratos públicos. Por exemplo, a construção do Centro de Convenções de Kigali foi marcada por irregularidades no processo de licitação, o que levou ao aumento de custos e atrasos na construção. O mesmo ocorreu no caso do Centro Biomédico de Ruanda, onde autoridades foram acusadas de desviar fundos destinados à compra de suprimentos médicos.
Também se observa que o financiamento de partidos políticos e candidatos permanece sem regulamentação. Não há uma lei que exija que esses divulguem o valor e a identidade dos financiadores locais. Além disso, o acesso público à informação é limitado, assim como a participação pública nos processos orçamentários.
O ambiente político restritivo também é apontado como fator que afeta a transparência. É difícil determinar a extensão da corrupção porque casos específicos não são acessíveis ao público. A oposição política, a mídia e as organizações da sociedade civil enfrentam assédio, intimidação e acusações forjadas, o que enfraquece os esforços para garantir total transparência e responsabilidade nas iniciativas anticorrupção de Ruanda.